# Nikola Vasilj
Nikola Vasilj (Mostar, 3 augustus 1998) is een Bosnische voetballer met Kroatische roots die als keeper speelt. In 2013 maakte hij bij HŠK Zrinjski Mostar in de Bosnische Premijer Liga zijn debuut in het betaalde voetbal. In 2021 maakte hij de overstap van Zorya Lugansk naar FC St. Pauli. In hetzelfde jaar maakte hij zijn debuut voor het nationale elftal van Bosnië en Herzegovina.

## Clubloopbaan

### Jeugd
Vasilj begon op jonge leeftijd zijn voetbalcarrière bij HNK Međugorje en maakte in 2010 de overstap naar de jeugdopleiding van HŠK Zrinjski Mostar. Na drie seizoenen in de jeugd doorlopen te hebben, werd hij in het seizoen 2013/14 opgenomen in de selectie van het eerste elftal.

### HŠK Zrinjski Mostar
Op 10 april 2013 maakte Vasilj op 17-jarige leeftijd zijn debuut in het betaald voetbal in de Premijer Liga, de hoogste voetbaldivisie van Bosnië en Herzegovina. Hij viel in als vervanger van Igor Melher tijdens de uitwedstrijd tegen FK Željezničar Sarajevo, die eindigde in een 0-0 gelijkspel. In de resterende tien wedstrijden van het seizoen 2012/13 was hij de eerste doelman. In zijn tweede wedstrijd, tegen FK Slavija Sarajevo, incasseerde hij in de 9e minuut zijn eerste tegendoelpunt in het betaald voetbal. Deze thuiswedstrijd eindigde in een 2-1 overwinning, met Radosav Aleksic als doelpuntenmaker voor de tegenstander. In het seizoen 2013/14 maakte Vasilj officieel de overstap naar het eerste elftal. Hij moest concurreren met Ratko Dujković, van wie hij aanvankelijk de strijd om de positie van eerste doelman verloor. In de derde competitiewedstrijd werd Dujković in de 51e minuut met een rode kaart van het veld gestuurd, waarna Vasilj hem verving. Door de daaropvolgende schorsing van Dujković stond Vasilj ook in de volgende wedstrijd, tegen NK Travnik, onder de lat. Het bleef dat seizoen bij twee optredens, maar hij kon wel zijn eerste landstitel op zijn naam schrijven. 
Om ervaring op te doen, werd Vasilj in het seizoen 2014/15 verhuurd aan FK Igman Konjic, dat uitkwam in de Prva Liga, een divisie lager. In de eerste seizoenshelft van 2015/16 werd hij eveneens verhuurd aan HNK Branitelj, dat ook in de Prva Liga actief was. Na zijn terugkeer in de winterstop verloor hij de concurrentiestrijd van de nieuwe eerste doelman Goran Karačić en belandde hij opnieuw op de reservebank. Door een blessures van Karačić kwam hij in dat seizoen nog drie keer in actie. Hetgeen zijn tweede kampioenschap betekende. In het seizoen 2016/17 fungeerde Vasilj als tweede doelman. Hij speelde vier wedstrijden in de Bosnische voetbalbeker en kwam eenmaal in actie in de competitie, waarmee hij een kleine bijdrage had aan het behalen vanzijn derde landskampioenschap. Vanwege het gebrek aan speeltijd vervolgde hij zijn loopbaan in Duitsland, waar hij terecht kwam in het tweede van 1. FC Nürnberg.

#### Verhuur aan FK Igman Konjic
In de zomer van 2014 werd bekend dat Vasilj voor het seizoen 2014/15 op huurbasis zou uitkomen voor FK Igman Konjic. Op 9 augustus 2014 maakte hij namens deze ploeg zijn debuut in de Prva Liga tijdens de met 2–0 gewonnen thuiswedstrijd tegen NK Podgrmeč. Hij beleefde met zijn ploeg een moeizaam seizoen, waarin hij te maken kreeg met drie verschillende trainers. Onder Damir Ćemalović en Faik Kolar genoot hij het vertrouwen en stond hij in de basis. Dat veranderde echter na de komst van Murtić Amel, onder wie Vasilj na 24 basisplaatsen op een zijspoor belandde en zelfs buiten de wedstrijdselectie viel. De ingrepen bleken onvoldoende, en aan het einde van het seizoen degradeerde FK Igman Konjic naar het regionale niveau. Vasilj keerde daarop terug naar HŠK Zrinjski Mostar.

#### Verhuur aan HNK Branitelj
In de eerste seizoenshelft van 2015/16 werd Vasilj verhuurd aan HNK Branitelj. Op 8 augustus maakte hij zijn basisdebuut in de Prva Liga in de met 3–1 verloren uitwedstrijd tegen NK Sloga Ljubuski. Onder trainer Ivan Bubalo was hij tot aan de winterstop de vaste doelman. Na dertien wedstrijden, waarin hij vijf keer de nul hield, keerde hij terug naar HŠK Zrinjski Mostar.

### 1. FC Nürnberg II
In april 2017 werkte Vasilj een aantal proeftrainingen af, waarna hij een contract verdiende bij de Zuid-Duitse club en werd opgenomen in het tweede elftal. Zijn eerste seizoen (2017/18) verliep voor hem moeizaam. Hij begon als reservedoelman achter Axel Hofmann en maakte zijn debuut pas in de twaalfde competitieronde tijdens een uitwedstrijd tegen het tweede van FC Ingolstadt 04, waarin hij in de rust werd ingebracht vanwege een blessure van Hofmann. In de daaropvolgende wedstrijden koos trainer Reiner Geyer echter voor Johannes Kreidl als eerste doelman, waardoor Vasilj opnieuw op de bank belandde. Na de winterstop veranderde zijn situatie en wist hij zich te op te werken als vaste doelman voor de rest van het seizoen. In het seizoen 2018/19 werd Vasilj eerste keeper van het tweede elftal. Hij speelde 27 wedstrijden en hield daarin negen keer de nul. Omdat er voor hem geen uitzicht was op speelminuten in het eerste elftal, besloot hij de club te verlaten. Hij vervolgde zijn loopbaan bij het Oekraïense Zorya Lugansk.

### Zorya Lugansk
In de zomer van 2019 werd bekend dat Vasilj een twee jarig contract bij de Oekraïense club had getekend. Zijn eerste seizoen (2019/20) was geen groot succes. Trainer Viktor Skrypnyk koos voor Mykyta Sjevtsjenko als eerste doelman, waardoor Vasilj op de reservebank belandde. Zijn debuut maakte hij op 4 maart in de 21e competitieronde tijdens de thuiswedstrijd tegen FK Lviv . In de kampioensronde kreeg hij nog drie keer speelminuten. Het seizoen 2020/21 begon op een vergelijkbare manier, met Vasilj weer op de bank. Hij maakte echter zijn Europese debuut op 29 oktober in een groepswedstrijd tegen SC Braga in de UEFA Europa League. Na een matige start van de competitie besloot Skrypnyk in november Vasilj ten koste van Sjevtsjenko als eerste doelman op te stellen. De rest van het seizoen stond Vasilj onafgebroken onder de lat, en de club eindigde uiteindelijk op de derde plaats in de competitie. In de Oekraïense beker bereikte hij dit seizoen de finale met Lugansk, maar daar bleek Dynamo Kiev na verlenging te sterk. Vasilj speelde de volledige 120 minuten. Aan het einde van het seizoen keerde hij terug naar Duitsland, waar hij terecht kwam bij FC St. Pauli.

### FC St. Pauli
In de zomer van 2021 maakte Vasilj transfervrij de overstap naar FC St. Pauli, waar hij een contract tekende met een onbekende looptijd. Bij de club werd hij herenigd met technisch directeur Andreas Bornemann, met wie hij eerder had samengewerkt bij 1. FC Nürnberg. Op 25 juli 2021 maakte hij zijn debuut in de 2. Bundesliga voor FC St. Pauli in de thuiswedstrijd tegen Holstein Kiel. Onder trainer Timo Schultz was hij dat seizoen (2021/22), met uitzondering van de uitwedstrijd tegen Schalke 04, in alle wedstrijden de vaste doelman. FC St. Pauli kende een sterke eerste seizoenshelft en ging als koploper de winterstop in. Uiteindelijk eindigde de club op de vijfde plaats. Vasilj hield in zeven wedstrijden de nul. Tijdens de voorbereiding op het seizoen 2022/23 brak Vasilj een vinger, waardoor hij de seizoensstart moest missen. Op 3 september 2022 maakte hij in de zesde speelronde zijn rentree tijdens de uitwedstrijd tegen Greuther Fürth. Na een moeizame seizoenstart werd trainer Timo Schultz ontslagen. Hij werd opgevolgd door Fabian Hürzeler, onder wie FC St. Pauli een sterke tweede seizoenshelft kende en uiteindelijk als vijfde eindigde.
In het seizoen 2023/24 werd die lijn voortgezet. Pas in de 21e speelronde leed FC St. Pauli zijn eerste nederlaag van het seizoen. Kort na de winterstop verlengde Vasilj zijn contract met onbekende looptijd. Met slechts 36 tegendoelpunten en tien clean sheets leverde hij een belangrijke bijdrage aan het kampioenschap in de 2. Bundesliga. Na afloop van het seizoen vertrok trainer Hürzeler en werd hij opgevolgd door Alexander Blessin, afkomstig van Union Sint-Gillis. Wegens een knieblessure ontbrak Vasilj een groot deel bij voorbereiding op het seizoen 2024/25. Desondanks bleef hij onder de nieuwe trainer de eerste doelman. Hij maakte op 25 augustus zijn debuut in de Bundesliga, tijdens de openingswedstrijd tegen 1. FC Heidenheim 1846. In september speelde hij tegen FC Augsburg zijn 100ste wedstrijd voor de Kiezkicker. Vasilj was dit seizoen een van de steunpilaren van de Noord-Duitse ploeg waarin hij drie strafschoppen wist te stoppen en hij daarmee het clubrecord van Klaus Thomforde evenaarde.

## Clubstatistieken
| Seizoen                       | Club                          | Competitie                    | Competitie                                                                           | Competitie                                                                           | Competitie                                                                           | Beker                                                                                | Beker                                                                                | Beker                                                                                | Beker                                                                                | Internationaal                                                                       | Internationaal                                                                       | Internationaal                                                                       | Internationaal                                                                       | Overig                                                                               | Overig                                                                               | Overig                                                                               | Overig                                                                               | Seizoenstotaal                                                                       | Seizoenstotaal                                                                       | Seizoenstotaal                                                                       | Seizoenstotaal |
| Seizoen                       | Club                          |                               | W                                                                                    | T                                                                                    | N                                                                                    |                                                                                      | W                                                                                    | T                                                                                    | N                                                                                    |                                                                                      | W                                                                                    | T                                                                                    | N                                                                                    |                                                                                      | W                                                                                    | T                                                                                    | N                                                                                    |                                                                                      | W                                                                                    | T                                                                                    | N              |
| ----------------------------- | ----------------------------- | ----------------------------- | ------------------------------------------------------------------------------------ | ------------------------------------------------------------------------------------ | ------------------------------------------------------------------------------------ | ------------------------------------------------------------------------------------ | ------------------------------------------------------------------------------------ | ------------------------------------------------------------------------------------ | ------------------------------------------------------------------------------------ | ------------------------------------------------------------------------------------ | ------------------------------------------------------------------------------------ | ------------------------------------------------------------------------------------ | ------------------------------------------------------------------------------------ | ------------------------------------------------------------------------------------ | ------------------------------------------------------------------------------------ | ------------------------------------------------------------------------------------ | ------------------------------------------------------------------------------------ | ------------------------------------------------------------------------------------ | ------------------------------------------------------------------------------------ | ------------------------------------------------------------------------------------ | -------------- |
| 002012/13                     | 0 HŠK Zrinjski Mostar         | Premijer Liga                 | 10                                                                                   | 16                                                                                   | 2                                                                                    | –                                                                                    | –                                                                                    | –                                                                                    | –                                                                                    | –                                                                                    | –                                                                                    | –                                                                                    | –                                                                                    | –                                                                                    | –                                                                                    | –                                                                                    | –                                                                                    | 2012/13                                                                              | 10                                                                                   | 16                                                                                   | 2              |
| 002013/14                     | 0 HŠK Zrinjski Mostar         | Premijer Liga                 | 2                                                                                    | 1                                                                                    | 1                                                                                    | Kup BiH                                                                              | 1                                                                                    | 1                                                                                    | 0                                                                                    | –                                                                                    | –                                                                                    | –                                                                                    | –                                                                                    | –                                                                                    | –                                                                                    | –                                                                                    | –                                                                                    | 2013/14                                                                              | 3                                                                                    | 2                                                                                    | 1              |
| 002014/15                     | 0 → FK Igman Konjic           | Prva Liga                     | 24                                                                                   | 39                                                                                   | 4                                                                                    | Kup BiH                                                                              | 1                                                                                    | 3                                                                                    | 0                                                                                    | –                                                                                    | –                                                                                    | –                                                                                    | –                                                                                    | –                                                                                    | –                                                                                    | –                                                                                    | –                                                                                    | 2014/15                                                                              | 25                                                                                   | 42                                                                                   | 4              |
| 002015/16                     | 0 HŠK Zrinjski Mostar         | Premijer Liga                 | 4                                                                                    | 4                                                                                    | 1                                                                                    | –                                                                                    | –                                                                                    | –                                                                                    | –                                                                                    | –                                                                                    | –                                                                                    | –                                                                                    | –                                                                                    | –                                                                                    | –                                                                                    | –                                                                                    | –                                                                                    | 2015/16                                                                              | 4                                                                                    | 4                                                                                    | 1              |
| 002015/16                     | 0 → HNK Branitelj             | Prva Liga                     | 13                                                                                   | 17                                                                                   | 5                                                                                    | –                                                                                    | –                                                                                    | –                                                                                    | –                                                                                    | –                                                                                    | –                                                                                    | –                                                                                    | –                                                                                    | –                                                                                    | –                                                                                    | –                                                                                    | –                                                                                    | 2015/16                                                                              | 13                                                                                   | 17                                                                                   | 5              |
| 002016/17                     | 0 HŠK Zrinjski Mostar         | Premijer Liga                 | 1                                                                                    | 0                                                                                    | 1                                                                                    | Kup BiH                                                                              | 4                                                                                    | 3                                                                                    | 2                                                                                    | –                                                                                    | –                                                                                    | –                                                                                    | –                                                                                    | –                                                                                    | –                                                                                    | –                                                                                    | –                                                                                    | 2016/17                                                                              | 5                                                                                    | 3                                                                                    | 3              |
| 002017/18                     | 0 1. FC Nürnberg II           | Regionalliga Bayern           | 15                                                                                   | 29                                                                                   | 2                                                                                    | –                                                                                    | –                                                                                    | –                                                                                    | –                                                                                    | –                                                                                    | –                                                                                    | –                                                                                    | –                                                                                    | –                                                                                    | –                                                                                    | –                                                                                    | –                                                                                    | 2017/18                                                                              | 15                                                                                   | 29                                                                                   | 2              |
| 002018/19                     | 0 1. FC Nürnberg II           | Regionalliga Bayern           | 27                                                                                   | 31                                                                                   | 9                                                                                    | –                                                                                    | –                                                                                    | –                                                                                    | –                                                                                    | –                                                                                    | –                                                                                    | –                                                                                    | –                                                                                    | –                                                                                    | –                                                                                    | –                                                                                    | –                                                                                    | 2018/19                                                                              | 27                                                                                   | 31                                                                                   | 9              |
| 002019/20                     | 0 Zorya Lugansk               | Premjer Liha                  | 4                                                                                    | 1                                                                                    | 3                                                                                    | –                                                                                    | –                                                                                    | –                                                                                    | –                                                                                    | –                                                                                    | –                                                                                    | –                                                                                    | –                                                                                    | –                                                                                    | –                                                                                    | –                                                                                    | –                                                                                    | 2019/20                                                                              | 4                                                                                    | 1                                                                                    | 3              |
| 002020/21                     | 0 Zorya Lugansk               | Premjer Liha                  | 16                                                                                   | 11                                                                                   | 9                                                                                    | Beker                                                                                | 3                                                                                    | 3                                                                                    | 0                                                                                    | Europa League                                                                        | 2                                                                                    | 2                                                                                    | 1                                                                                    | –                                                                                    | –                                                                                    | –                                                                                    | –                                                                                    | 2020/21                                                                              | 21                                                                                   | 16                                                                                   | 10             |
| 002021/22                     | 0 FC St. Pauli                | 2. Bundesliga                 | 33                                                                                   | 43                                                                                   | 7                                                                                    | –                                                                                    | –                                                                                    | –                                                                                    | –                                                                                    | –                                                                                    | –                                                                                    | –                                                                                    | –                                                                                    | –                                                                                    | –                                                                                    | –                                                                                    | –                                                                                    | 2021/22                                                                              | 33                                                                                   | 43                                                                                   | 7              |
| 002022/23                     | 0 FC St. Pauli                | 2. Bundesliga                 | 28                                                                                   | 29                                                                                   | 12                                                                                   | DFB-Pokal                                                                            | 1                                                                                    | 2                                                                                    | 0                                                                                    | –                                                                                    | –                                                                                    | –                                                                                    | –                                                                                    | –                                                                                    | –                                                                                    | –                                                                                    | –                                                                                    | 2022/23                                                                              | 29                                                                                   | 31                                                                                   | 12             |
| 002023/24                     | 0 FC St. Pauli                | 2. Bundesliga                 | 34                                                                                   | 36                                                                                   | 10                                                                                   | –                                                                                    | –                                                                                    | –                                                                                    | –                                                                                    | –                                                                                    | –                                                                                    | –                                                                                    | –                                                                                    | –                                                                                    | –                                                                                    | –                                                                                    | –                                                                                    | 2023/24                                                                              | 34                                                                                   | 36                                                                                   | 10             |
| 002024/25                     | 0 FC St. Pauli                | Bundesliga                    | 30                                                                                   | 36                                                                                   | 8                                                                                    | DFB-Pokal                                                                            | 2                                                                                    | 6                                                                                    | 0                                                                                    | –                                                                                    | –                                                                                    | –                                                                                    | –                                                                                    | –                                                                                    | –                                                                                    | –                                                                                    | –                                                                                    | 2024/25                                                                              | 32                                                                                   | 42                                                                                   | 8              |
| 0Carrière totaal              | 0Carrière totaal              | 0Carrière totaal              | 241                                                                                  | 293                                                                                  | 74                                                                                   |                                                                                      | 12                                                                                   | 18                                                                                   | 2                                                                                    |                                                                                      | 2                                                                                    | 2                                                                                    | 1                                                                                    |                                                                                      | 0                                                                                    | 0                                                                                    | 0                                                                                    |                                                                                      | 255                                                                                  | 313                                                                                  | 77             |
| 0Bijgewerkt tot 27 april 2025 | 0Bijgewerkt tot 27 april 2025 | 0Bijgewerkt tot 27 april 2025 | 0W: gespeelde wedstrijden00T: tegendoelpunten00N: aantal wedstrijden de nul gehouden | 0W: gespeelde wedstrijden00T: tegendoelpunten00N: aantal wedstrijden de nul gehouden | 0W: gespeelde wedstrijden00T: tegendoelpunten00N: aantal wedstrijden de nul gehouden | 0W: gespeelde wedstrijden00T: tegendoelpunten00N: aantal wedstrijden de nul gehouden | 0W: gespeelde wedstrijden00T: tegendoelpunten00N: aantal wedstrijden de nul gehouden | 0W: gespeelde wedstrijden00T: tegendoelpunten00N: aantal wedstrijden de nul gehouden | 0W: gespeelde wedstrijden00T: tegendoelpunten00N: aantal wedstrijden de nul gehouden | 0W: gespeelde wedstrijden00T: tegendoelpunten00N: aantal wedstrijden de nul gehouden | 0W: gespeelde wedstrijden00T: tegendoelpunten00N: aantal wedstrijden de nul gehouden | 0W: gespeelde wedstrijden00T: tegendoelpunten00N: aantal wedstrijden de nul gehouden | 0W: gespeelde wedstrijden00T: tegendoelpunten00N: aantal wedstrijden de nul gehouden | 0W: gespeelde wedstrijden00T: tegendoelpunten00N: aantal wedstrijden de nul gehouden | 0W: gespeelde wedstrijden00T: tegendoelpunten00N: aantal wedstrijden de nul gehouden | 0W: gespeelde wedstrijden00T: tegendoelpunten00N: aantal wedstrijden de nul gehouden | 0W: gespeelde wedstrijden00T: tegendoelpunten00N: aantal wedstrijden de nul gehouden | 0W: gespeelde wedstrijden00T: tegendoelpunten00N: aantal wedstrijden de nul gehouden | 0W: gespeelde wedstrijden00T: tegendoelpunten00N: aantal wedstrijden de nul gehouden | 0W: gespeelde wedstrijden00T: tegendoelpunten00N: aantal wedstrijden de nul gehouden |                |

## Interlandloopbaan
Vasilj speelde voor verschillende Bosnische nationale jeugdelftallen, maar nam niet deel aan eindtoernooien. In totaal kwam hij vier keer uit voor de jeugdteams. In 2021 debuteerde hij in het nationale elftal van Bosnië en Herzegovina, waar hij drie jaar later een vaste plaats onder de lat veroverde. 

### Bosnische jeugdelftallen
Vasilj speelde vier jeugdinterlands voor Bosnië en Herzegovina. Hij maakte zijn debuut op 16 april 2013 voor Bosnië en Herzegovina –18 in een vriendschappelijke wedstrijd tegen Noord-Macedonië, waarin hij in de rust werd ingebracht tijdens een met 1–0 gewonnen thuiswedstrijd. Daarnaast kwam hij drie keer uit voor het nationale elftal onder 21.
| Jeugdinterlands van Nikola Vasilj voor Bosnië en Herzegovina () | Jeugdinterlands van Nikola Vasilj voor Bosnië en Herzegovina () | Jeugdinterlands van Nikola Vasilj voor Bosnië en Herzegovina () | Jeugdinterlands van Nikola Vasilj voor Bosnië en Herzegovina () | Jeugdinterlands van Nikola Vasilj voor Bosnië en Herzegovina () | Jeugdinterlands van Nikola Vasilj voor Bosnië en Herzegovina () |
| №                                                               | Datum                                                           | Wedstrijd                                                       | Uitslag                                                         | Soort Wedstrijd                                                 | Doelpunten                                                      |
| Als speler bij Bosnië en Herzegovina –18                        | Als speler bij Bosnië en Herzegovina –18                        | Als speler bij Bosnië en Herzegovina –18                        | Als speler bij Bosnië en Herzegovina –18                        | Als speler bij Bosnië en Herzegovina –18                        | Als speler bij Bosnië en Herzegovina –18                        |
| --------------------------------------------------------------- | --------------------------------------------------------------- | --------------------------------------------------------------- | --------------------------------------------------------------- | --------------------------------------------------------------- | --------------------------------------------------------------- |
| 1.                                                              | 16 april 2013                                                   | Bosnië en Herzegovina – Noord-Macedonië                         | 1 – 0                                                           | Vriendschappelijk                                               |                                                                 |
| Als speler bij Bosnië en Herzegovina –21                        |                                                                 |                                                                 |                                                                 |                                                                 |                                                                 |
| 1.                                                              | 13 augustus 2013                                                | Bosnië en Herzegovina – Montenegro                              | 1 – 1                                                           | Vriendschappelijk                                               |                                                                 |
| 2.                                                              | 5 september 2014                                                | Oostenrijks – Bosnië en Herzegovina                             | 2 – 0                                                           | EK-kwalificatie 2015                                            |                                                                 |
| 3.                                                              | 8 september 2014                                                | Bosnië en Herzegovina – Hongarije                               | 1 – 4                                                           | EK-kwalificatie 2015                                            |                                                                 |
| Bijgewerkt tot 27 april 2025                                    |                                                                 |                                                                 |                                                                 |                                                                 |                                                                 |

### Bosnië en Herzegovina
Vasilj maakte op 27 maart 2021 zijn basisdebuut voor het nationale elftal van Bosnië en Herzegovina in een vriendschappelijke wedstrijd tegen Costa Rica. In het met 0–0 gelijkgespeelde thuisduel werd hij na 58 minuten vervangen door Kenan Pirić. Na het mislopen van kwalificatie voor het Europees kampioenschap voetbal 2024 en de aanstelling van Sergej Barbarez als bondscoach, groeide Vasilj uit tot de vaste doelman van het nationale elftal.
| Interlands van Nikola Vasilj voor Bosnië en Herzegovina | Interlands van Nikola Vasilj voor Bosnië en Herzegovina | Interlands van Nikola Vasilj voor Bosnië en Herzegovina | Interlands van Nikola Vasilj voor Bosnië en Herzegovina | Interlands van Nikola Vasilj voor Bosnië en Herzegovina | Interlands van Nikola Vasilj voor Bosnië en Herzegovina |
| №                                                       | Datum                                                   | Wedstrijd                                               | Uitslag                                                 | Soort Wedstrijd                                         | Doelpunten                                              |
| ------------------------------------------------------- | ------------------------------------------------------- | ------------------------------------------------------- | ------------------------------------------------------- | ------------------------------------------------------- | ------------------------------------------------------- |
| 1.                                                      | 27 maart 2021                                           | Bosnië en Herzegovina – Costa Rica                      | 0 – 0                                                   | Vriendschappelijk                                       |                                                         |
| 2.                                                      | 6 juni 2021                                             | Denemarken – Bosnië en Herzegovina                      | 2 – 0                                                   | Vriendschappelijk                                       |                                                         |
| 3.                                                      | 4 september 2021                                        | Bosnië en Herzegovina – Koeweit                         | 1 – 0                                                   | Vriendschappelijk                                       |                                                         |
| 4.                                                      | 16 november 2021                                        | Bosnië en Herzegovina – Oekraïne                        | 0 – 2                                                   | WK-kwalificatie 2022                                    |                                                         |
| 5.                                                      | 29 maart 2022                                           | Bosnië en Herzegovina – Luxemburg                       | 1 – 0                                                   | Vriendschappelijk                                       |                                                         |
| 6.                                                      | 26 september 2022                                       | Roemenië – Bosnië en Herzegovina                        | 1 – 0                                                   | Nations League 2022/23 (Div.B)                          |                                                         |
| 7.                                                      | 16 oktober 2023                                         | Bosnië en Herzegovina – Portugal                        | 0 – 5                                                   | EK-kwalificatie 2024                                    |                                                         |
| 8.                                                      | 16 november 2023                                        | Luxemburg – Bosnië en Herzegovina                       | 4 – 1                                                   | EK-kwalificatie 2024                                    |                                                         |
| 9.                                                      | 3 juni 2024                                             | Engeland – Bosnië en Herzegovina                        | 3 – 0                                                   | Vriendschappelijk                                       |                                                         |
| 10.                                                     | 7 september 2024                                        | Nederland – Bosnië en Herzegovina                       | 5 – 2                                                   | Nations League 2024/25 (Div.A)                          |                                                         |
| 11.                                                     | 10 september 2024                                       | Hongarije – Bosnië en Herzegovina                       | 0 – 0                                                   | Nations League 2024/25 (Div.A)                          |                                                         |
| 12.                                                     | 11 oktober 2024                                         | Bosnië en Herzegovina – Duitsland                       | 1 – 2                                                   | Nations League 2024/25 (Div.A)                          |                                                         |
| 13.                                                     | 14 oktober 2024                                         | Bosnië en Herzegovina – Hongarije                       | 0 – 2                                                   | Nations League 2024/25 (Div.A)                          |                                                         |
| 14.                                                     | 16 november 2024                                        | Duitsland – Bosnië en Herzegovina                       | 7 – 0                                                   | Nations League 2024/25 (Div.A)                          |                                                         |
| 15.                                                     | 21 maart 2025                                           | Roemenië – Bosnië en Herzegovina                        | 0 – 1                                                   | WK-kwalificatie 2026)                                   |                                                         |
| 16.                                                     | 24 maart 2025                                           | Bosnië en Herzegovina – Cyprus                          | 2 – 1                                                   | WK-kwalificatie 2026)                                   |                                                         |
| Bijgewerkt tot 27 april 2025                            |                                                         |                                                         |                                                         |                                                         |                                                         |

## Persoonlijk
Vasiljs in Kroatië geboren vader, Vladimir, was eveneens doelman en speelde onder meer voor Dinamo Zagreb. Daarnaast kwam hij tot twee interlands voor Kroatië.

## Erelijst
| Competitie             |                     |                         |                     |                     |
| Competitie             | Aantal              | Jaren                   |                     |                     |
| HŠK Zrinjski Mostar    | HŠK Zrinjski Mostar | HŠK Zrinjski Mostar     | HŠK Zrinjski Mostar | HŠK Zrinjski Mostar |
| ---------------------- | ------------------- | ----------------------- | ------------------- | ------------------- |
| Kampioen Premijer Liga | 3x                  | 2013/14 2015/16 2016/17 |                     |                     |
| FC St. Pauli           |                     |                         |                     |                     |
| Kampioen 2. Bundesliga | 1x                  | 2023/24                 |                     |                     |